# Stargazing
«Stargazing» (стилизовано под маюскул) — песня американского рэпера Трэвиса Скотта. Она была выпущена как первый и единственный промосингл с третьего студийного альбома Astroworld 3 августа 2018 года. Песня дебютировала под номером 8 в чарте Billboard Hot 100.

## Композиция
В песне Трэвис Скотт поёт о том, как преодоление прошлых привычек и воздержание от лина помогли ему стать более влиятельным. В середине его голос «переходит на фальцет», и инструментал меняется.

## Оценки
Песня получила хорошие оценки от критиков и считается ими одной из лучших с альбома. Мишель Ким из Pitchfork дала положительный комментарий о треке, назвав его мелодию «навязчивой». В обзоре для The Fader Бен Дэндридж-Лемко похвалил Скотта за «ловкое» звучание по сравнению с «головокружительной» постановкой песни. Рен Грейвс из Consequence of Sound назвал трек «основной песней» с альбома и похвалил обе части, сказав: «Скотт сочетает две идеи, как шеф-повар сочетает сладкое и кислое».

## Музыкальное видео
Музыкальное видео на песню вышло в виде трейлера к Astroworld, оно было выпущено 30 июля 2018 года. Видео содержит в себе только первую часть трека. Оно было спродюсировано Nabil.

## Чарты

### Еженедельные чарты
| Чарт (2018)                                | Высшая позиция |
| ------------------------------------------ | -------------- |
| Австралия (ARIA)                           | 10             |
| Австрия (Ö3 Austria Top 40)                | 19             |
| Бельгия/Фландрия (Ultratip Bubbling Under) | 3              |
| Бельгия/Валлония (Ultratip Bubbling Under) | 15             |
| Канада (Billboard Canadian Hot 100)        | 7              |
| Чехия (Singles Digitál Top 100)            | 13             |
| Дания (Tracklisten)                        | 9              |
| Финляндия (Suomen virallinen lista)        | 16             |
| Франция (SNEP)                             | 36             |
| Германия (GfK)                             | 26             |
| Ирландия (IRMA)                            | 12             |
| Италия (FIMI)                              | 30             |
| Нидерланды (Single Top 100)                | 33             |
| Новая Зеландия (Recorded Music NZ)         | 9              |
| Норвегия (VG-lista)                        | 10             |
| Португалия (AFP)                           | 6              |
| Словакия (Singles Digitál Top 100)         | 5              |
| Швеция (Sverigetopplistan)                 | 19             |
| Швейцария (Schweizer Hitparade)            | 10             |
| Великобритания (OCC UK Singles)            | 15             |
| США (Billboard Hot 100)                    | 8              |
| США (Billboard Hot R&B/Hip-Hop Songs)      | 7              |

### Годовой итоговый чарт
| Чарт (2018)                           | Позиция |
| ------------------------------------- | ------- |
| США (Billboard Hot R&B/Hip-Hop Songs) | 98      |

## Сертификации
| Регион                                                                      | Сертификация  | Продажи   |
| --------------------------------------------------------------------------- | ------------- | --------- |
| Австралия (ARIA)                                                            | Платиновый    | 70 000    |
| Бразилия (ABPD)                                                             | 2× Платиновый | 80 000    |
| Канада (Music Canada)                                                       | 3× Платиновый | 240 000   |
| Дания (IFPI Danmark)                                                        | Золотой       | 45 000    |
| Италия (FIMI)                                                               | Золотой       | 25 000    |
| Мексика (AMPROFON)                                                          | Золотой       | 30 000    |
| Португалия (AFP)                                                            | Платиновый    | 10 000    |
| Великобритания (BPI)                                                        | Серебряный    | 200 000   |
| США (RIAA)                                                                  | Платиновый    | 1 000 000 |
| Данные о продажах + прослушиваниях приведены только на основе сертификации. |               |           |